# Juan Ayuso
Pour les articles homonymes, voir Ayuso.
Ayuso  Pesquera est un nom espagnol. Le premier nom de famille, en général paternel, est Ayuso ; le second, en général maternel, souvent omis, est Pesquera.
Juan Ayuso Pesquera (né le 16 septembre 2002 à Barcelone) est un coureur cycliste espagnol, membre de l'équipe UAE Team Emirates. Spécialiste des courses par étapes, il a notamment terminé troisième du Tour d'Espagne juste avant de fêter ses 20 ans.

## Biographie
Juan Ayuso commence le cyclisme à l'âge de 7 ou 8 ans,. Il a son compatriote Alberto Contador comme idole de jeunesse. 

### Chez les jeunes
En 2017, il remporte la médaille d'or sur la course en ligne et le contre-la-montre aux championnats d'Espagne sur route cadets (15/16 ans). Cette même année, il remporte le maillot blanc du meilleur cadet de première année lors du Tour du Portugal pour cadets. En 2018, pour sa deuxième année en tant que cadet, il est de nouveau  champion d'Espagne du contre-la-montre cadets. De plus, il remporte l'étape reine du Tour de l'Ain cadets, épreuve qui réunit chaque année les meilleurs cyclistes cadets de France.
Lors de sa première année chez les juniors (17/18 ans) en 2019, il s'illustre surtout en Espagne et devient notamment champion national sur route juniors. L'année suivante, il domine sa catégorie au niveau national, avec des victoires d'étape sur la Vuelta al Besaya, ainsi que le doublé aux championnats d'Espagne sur la course en ligne et le contre-la-montre.
Pour la saison 2021, Ayuso rejoint l'équipe continentale italienne Colpack-Ballan pour rouler une année sur le calendrier des espoirs (moins de 23 ans) avant de rejoindre l'UCI WorldTeam UAE Emirates par la suite, équipe où il a signé un contrat de cinq ans en juin 2020, soit jusqu'en 2025. En avril, il remporte le Trofeo Piva et le Giro del Belvedere sur deux jours, puis enchaine avec deux succès d'étape et le général du Tour de Romagne. En juin, il domine le Tour d'Italie espoirs, remportant trois étapes, le classement général et tous les classements annexes. En raison de ces résultats, il quitte l'équipe Colpack-Ballan plus tôt que prévu.

### UAE Emirates (depuis 2021)

#### 2021: première demi-saison
Considéré comme un grand espoir du cyclisme espagnol, il rejoint en anticipation l'équipe World Tour UAE Emirates dès le 15 juin 2021,. L'équipe espagnole Movistar, également World Tour, est aussi intéressée par le coureur mais ne peut pas rivaliser sur le plan financier. Le 25 juillet, pour sa troisième course, il se classe deuxième de la Classique d'Ordizia derrière Luis León Sánchez. Il retourne ensuite dans la catégorie des espoirs pour courir le Tour de l'Avenir, où il est annoncé comme le favori, mais doit abandonner sur chute. Aligné ensuite aux championnats d'Europe sur route espoirs, il arrive dans le groupe de sept qui se joue la victoire et y décroche la médaille de bronze.

#### 2022: podium sur la Vuelta
Juan Ayuso se montre en évidence dès le début de saison en se classant quatrième de la Drôme Classic, puis deuxième du Trofeo Laigueglia entre ses coéquipiers Jan Polanc et Alessandro Covi. Il dispute ensuite le Tour de Catalogne, sa première course par étapes du World Tour, où il termine cinquième. Début mai, il occupe la deuxième place du Tour de Romandie avant le contre-la-montre final, où il perd du temps et recule à la quatrième place.
Il gagne sa première épreuve professionnelle le 31 juillet lors du Circuit de Getxo à l'issue d'un sprint à quatre. La semaine suivante, UAE Emirates annonce la prolongation du contrat du coureur espagnol jusqu'en fin d'année 2028. Il est sélectionné pour le Tour d'Espagne. Plus jeune coureur au départ de cette édition, il se met en évidence dans la première étape de montagne qu'il termine quatrième à 55 secondes du vainqueur du jour Jay Vine, ce qui le place à ce moment à la cinquième place du classement général. Finalement, il monte sur le podium à Madrid derrière Remco Evenepoel et Enric Mas. Ainsi, 5 jours avant de fêter ses 20 ans, il devient le deuxième plus jeune coureur de l'histoire à monter sur le podium d'un grand tour, juste derrière le Français Henri Cornet, lauréat du Tour de France 1904. Initialement sélectionné pour la course en ligne des championnats du monde, il renonce à une sélection en raison de la fatigue liée à la Vuelta. Il est remplacé par Iván García Cortina.

#### 2023
Atteint d'une tendinite au tendon d'Achille droit durant la préparation hivernale à la saison 2023, celle-ci l'empêche de participer à la course de reprise prévue, le Tour de la Communauté valencienne, au début du mois de février. Pressenti pour reprendre la compétition en mars lors du Tour de Catalogne, il y renonce également, se ressentant toujours de sa tendinite. Ayant le Tour d’Espagne pour principal objectif de l'année, il fait son retour en course à l'occasion du Tour de Romandie. Il y remporte la troisième étape, un contre-la-montre vallonné, et prend à cette occasion la tête du classement général. Distancé le lendemain, il cède la tête du classement général à son coéquipier Adam Yates et termine 16e à Genève. 
En juin, lors du Tour de Suisse, il figure parmi les protagonistes de l'épreuve. Après avoir été en difficulté la veille, il remporte en solitaire la cinquième étape fatale à Gino Mäder puis il gagne le contre-la-montre final devant Remco Evenepoel. Ne reprenant cependant que neuf secondes au leader Mattias Skjelmose, il termine deuxième du classement général à neuf secondes du Danois.

#### 2024
Lors de l'hiver, la formation UAE Team Emirates prévoit dans le programme de courses d'Ayuso une première participation au Tour de France. Le 24 février, il remporte l'Ardèche Classic gagnant un sprint à quatre devant Romain Grégoire, Mattias Skjelmose et Felix Gall. En avril, il participe au Tour du Pays basque qui voit les principaux favoris (Vingegaard, Evenepoel et Roglič) abandonner à la suite d'une chute collective lors de la quatrième étape. Placé au classement général au départ de la dernière étape, la plus difficile, Ayuso distance le maillot jaune Skjelmose dans la dernière ascension. Il n'est accompagné que par son compatriote Carlos Rodríguez qui gagne l'étape. Ayuso remporte le classement général avec 42 secondes d'avance sur Rodríguez. Il est ensuite présent au Tour de Romandie dont il occupe la tête du classement général après la troisième étape. Distancé le lendemain, il est cinquième de cette épreuve remportée par Rodríguez. Présent en juin sur le Critérium du Dauphiné, il est impliqué dans une chute collective au cours de la cinquième étape qui est alors neutralisée. Atteint de dermabrasions à la hanche et au coude gauche, il ne prend pas le départ le lendemain.
Présent sur le Tour de France en tant que soutien de Tadej Pogačar, en quête de doublé Giro-Tour, Ayuso est annoncé positif au SARS-CoV-2 au matin de la treizième étape par des médias espagnols. Occupant alors la neuvième place du classement général, il abandonne durant l'étape. L'Espagnol se montre sur ce Tour peu disposé à jouer un rôle d'équipier ce qui remet alors en doute son avenir dans sa formation. N'ayant pas récupéré la totalité de ses moyens à la suite de cette infection, Ayuso, 22e de la course en ligne des Jeux olympiques le 3 août, ne prend pas le départ de la Vuelta deux semaines plus tard. Le 21 septembre, Ayuso remporte le contre-la-montre du Tour de Luxembourg dont il termine cinquième du classement général. Sélectionné pour la course en ligne des championnats du monde disputée fin septembre sur un parcours favorable aux grimpeurs autour de Zurich, il s'y classe 26e.

#### 2025
Juan Ayuso a parmi ses principaux objectifs de 2025 le Tour d'Italie auquel il doit participer pour la première fois. Reprenant la compétition en mars, il s'impose lors de son deuxième jour de course sur la Drôme Classic après une échappée en solitaire de 40 kilomètres. Trois jours plus tard, il remporte le Trofeo Laigueglia à l'issue d'un sprint remporté face à trois concurrents. Pointé parmi les favoris au départ de Tirreno-Adriatico, il fait coup double en remportant la sixième étape en solitaire au sommet de Frontignano et en s'emparant du maillot bleu de leader du classement général aux dépens de Filippo Ganna. Vainqueur du classement général le lendemain, il prend le dessus sur son coéquipier Adam Yates qui ambitionne comme Ayuso d'être le chef de file d'UAE Emirates pour le Giro. Vainqueur de la 3e étape du Tour de Catalogne à La Molina, il porte le maillot blanc et vert de leader du classement général pendant trois jours mais le perd lors de la dernière étape à Barcelone à la suite d’une attaque de Primož Roglič à laquelle il ne peut répondre. Il termine cette course à la deuxième place derrière le Slovène.
Ayuso aborde le Giro en tant que chef de file de sa formation et deuxième favori à la victoire derrière Primož Roglič. Dixième du premier contre-la-montre, Ayuso n'est durant les premières étapes pas dominateur sur la course y compris au sein de son équipe où Isaac Del Toro se met en évidence. Lors de la septième étape qui est la première arrivée sur un sommet lors de ce Giro, Ayuso s'impose en solitaire devant Del Toro et passe à la deuxième place du classement général derrière Primož Roglič et devant son coéquipier mexicain. Deux jours plus tard, lors de l'étape comportant des routes blanches, Ayuso chute. Touché au genou droit ce qui nécessite trois points de suture après la course, l'Espagnol reste deuxième du classement général, cette fois à 1 minute 13 secondes de son coéquipier Del Toro. 22e du deuxième contre-la-montre, l'Espagnol est ensuite retardé par une chute lors de la quatorzième étape et passe à la troisième place du classement général. Ayuso perd toute chance au classement général lors de la seizième étape où il cède près d'un quart d'heure. Le lendemain, il perd à nouveau 35 minutes, et se fait piquer durant l'étape à l'œil droit par un insecte. Cet œil ayant gonflé, se ressentant toujours de son genou droit et alors que Del Toro est toujours porteur du maillot rose, Ayuso est rapidement distancé au cours de la dix-huitième étape où il abandonne.
Reprenant la compétition au début du mois d'août lors de la Classique de Saint-Sébastien, Ayuso est désigné co-leader avec João Almeida de sa formation pour le Tour d'Espagne en l'absence de Tadej Pogačar. Il termine le 3 août deuxième du Circuit de Getxo derrière Isaac Del Toro.

## Caractéristiques
Ayuso est considéré comme un coureur polyvalent. Dans les catégories de jeunes, il se distingue par ses aptitudes en montagne ou en contre-la-montre, tout en ayant une pointe de vitesse intéressante. Son directeur sportif chez UAE Team Emirates, Joxean Fernández Matxín, qualifie son physique de « hors-norme » et son mental comme étant son « principal atout ». Sa nationalité l'amène à être comparé à Alberto Contador, son équipe à Tadej Pogačar. Coureur ambitieux, il est attaché à sa réussite individuelle et rechigne à réaliser un travail d'équipier.

## Palmarès

### Palmarès amateur
| - 2017 - Champion d'Espagne sur route cadets - Champion d'Espagne du contre-la-montre cadets - 2018 - Champion d'Espagne du contre-la-montre cadets - 3e étape du Tour de l'Ain cadets - 2019 - Champion d'Espagne sur route juniors - 2e étape de la Bizkaiko Itzulia - 2e de la Vuelta al Besaya - 3e de la Gipuzkoa Klasika - 3e du championnat d'Espagne du contre-la-montre juniors - 3e de la Bizkaiko Itzulia - 2020 - Champion d'Espagne sur route juniors - Champion d'Espagne du contre-la-montre juniors - Circuito Guadiana juniors - Trophée Víctor Cabedo : - Classement général - 1re, 2e (contre-la-montre par équipes), 3e et 4e étapes - 1re, 2e (contre-la-montre) et 3e étapes de la Vuelta al Besaya - Gipuzkoa Klasika - Tour de Talavera : - Classement général - 1re, 2e, 3e (contre-la-montre par équipes) et 4e étapes - Challenge Subbética : - Classement général - 1re, 2e et 3e étapes - 2e de la Vuelta al Besaya - 2e de la Coupe d'Espagne juniors - 5e du championnat d'Europe sur route juniors - 7e du championnat d'Europe du contre-la-montre juniors | - 2021 - Trofeo Piva - Giro del Belvedere - Tour de Romagne : - Classement général - 2e et 3e étapes - Tour d'Italie espoirs : - Classement général - 2e, 5e et 7e étapes - Médaillé de bronze du championnat d'Europe sur route espoirs |  |

### Palmarès professionnel
| - 2021 - 2e de la Classique d'Ordizia - 2022 - Circuit de Getxo - 2e du Trofeo Laigueglia - 3e du Tour d'Espagne - 4e du Tour de Romandie - 5e du Tour de Catalogne - 2023 - 3e étape du Tour de Romandie (contre-la-montre) - 5e et 8e (contre-la-montre) étapes du Tour de Suisse - 2e du Tour de Suisse - 2e du championnat d'Espagne sur route - 3e de la Classique d'Ordizia - 4e du Tour d'Espagne - 2024 - Ardèche Classic - 1re étape du Tirreno-Adriatico (contre-la-montre) - Classement général du Tour du Pays basque - 4e étape du Tour de Luxembourg (contre-la-montre) - 2e du Tour d'Andalousie - 2e de la Drôme Classic - 2e de Tirreno-Adriatico - 3e du Trofeo Laigueglia - 5e du Tour de Romandie | - 2025 - Drôme Classic - Trofeo Laigueglia - Tirreno-Adriatico : - Classement général - 6e étape - 3e étape du Tour de Catalogne - 7e étape du Tour d'Italie - 2e du Tour de Catalogne - 2e du Circuit de Getxo |  |

## Résultats sur les grands tours

### Tour de France
1 participation
- 2024 : abandon (13e étape)

### Tour d'Italie
1 participation
- 2025 : abandon (18e étape), vainqueur de la 7e étape

### Tour d'Espagne
2 participations
- 2022 : 3e
- 2023 : 4e,  vainqueur du classement du meilleur jeune

## Résultats sur les autres courses par étapes
Ce tableau présente les résultats de Juan Ayuso sur les courses par étapes de l'UCI World Tour hors grands tours auxquelles il a participé.
| AB | Abandon | HD | Hors-délais | - | Pas de participation | X | Pas d'épreuve |

| Année | Tirreno-Adriatico | Tour de Catalogne | Tour du Pays basque | Tour de Romandie | Critérium du Dauphiné | Tour de Suisse |
| ----- | ----------------- | ----------------- | ------------------- | ---------------- | --------------------- | -------------- |
| 2022  | -                 | 5e                | -                   | 4e               | AB                    | -              |
| 2023  | -                 | -                 | -                   | 16e              | -                     | 2e             |
| 2024  | 2e                | -                 | Vainqueur           | 5e               | AB                    | -              |
| 2025  | Vainqueur         | 2e                |                     |                  |                       |                |

## Classements mondiaux
| Année                                 | 2021 | 2022 | 2023 | 2024 |
| ------------------------------------- | ---- | ---- | ---- | ---- |
| Classement mondial                    | 195e | 25e  | 29e  | 24e  |
| UCI Europe Tour                       | 168e | 19e  | 26e  | 20e  |
|                                       |      |      |      |      |
| Légende : nc = non classéSource : UCI |      |      |      |      |